# Infamous Mobb
Infamous Mobb, también conocido como IM3, es un grupo de rap originario de Queensbridge, en Queens (Nueva York, Estados Unidos). El grupo está formado por tres miembros, Ty Nitty, Twin Gambino y Godfather Part. III. Tienen un estilo similar a los primeros álbumes de Mobb Deep, otro grupo de Queensbridge, con el que Infamous Mobb ha registrado varias canciones...Infamous Mobb hace su primera aparición en 1996 sobre el álbum de Mobb Deep, Hell On Earth, luego sobre el álbum Murda Muzik e Infamy, así como sobre diversos mixtape y compilaciones, como el rapero Nas, QB Finest o con DJ Muggs Soul Assassins, pero su primer álbum, titulado Special Edition, fue lanzado en el 2002. Es producido por The Alchemist, sobre la marca de fábrica IM3 creada para la ocasión, y distribuida por Landspeed Records. En 2004, el grupo saca un segundo álbum, titulado Blood Thicker Than Water Volumen 1, también sobre la marca de fábrica IM3. El álbum es distribuido por Monopolee Records, y reeditado con un DVD que contiene los clips del grupo, así como entrevistas diversas del grupo.
- Datos: Q1432510